# Lista de medicamentos homeopáticos
Lista não exaustiva de medicamentos homeopáticos.
- Elementos ou compostos químicos
  - Argentum nitricum, nitrato de prata
  - Antimonium crudum
  - Antimonium Tartaricum, tartarato de antimônio e de potássio
  - Arsenicum album, trióxido de diarsênico
  - Aurum metallicum, ouro
  - Calcarea carbonica (Ostrearum), carbonato de cálcio proveniente da concha da ostra, contendo outros composostos como iodeto de sódio
  - Calcarea fluorica
  - Carbo vegetalis, carvão vegetal
  - Cuprum metallicum, cobre
  - Hepar sulfuris
  - Kalium bichromicum, bicromato de potássio
  - Kalium carbonicum, carbonato de porássio
  - Natrum muriaticum, cloreto de sódio. É o sal marinho, contendo portanto outros compostos.
  - Natrum sulfuricum, sulfato de sódio
  - Phosphorus, fósforo brando
  - Silicea, óxido de silício
  - Sulfur, enxofre
  - Zincum metallicum, zinco
- Preparações vegetais
  - Aconitum napellus
  - Aesculus hippocastanum
  - Allium cepa, cebola
  - Anacardium orientale
  - Arnica montana
  - Belladonna
  - Berberis vulgaris
  - Bryonia alba
  - China rubra, quina
  - Cicuta virosa
  - Digitalis
  - Drosera rotundifolia
  - Dulcamara
  - Euphrasia officinalis
  - Gelsemium sempervirens
  - Hamamelis virginiana
  - Hyoscyamus niger
  - Hydrastis canadensis
  - Hypericum perforatum
  - Ipeca
  - Ledum palustre
  - Lycopodium clavatum
  - Mezereum
  - Nux vomica
  - Pulsatilla
  - Rhus toxicodendron
  - Sanguinaria canadensis
  - Stramonium
  - Thuya occidentalis
  - Veratrum album, heléboro branco
- Preparações animais
  - Anas barbariae
  - Apis mellifica, abelha
  - Calcarea carbonica, carbonato de cálcio proveniente da concha da ostra
  - Cantharis
  - Lachesis mutus, veneno de surucucu
  - Naja tripudians, veneno de naja
  - Sepia officinalis, tinta de lula
  - Vipera redi
- Preparações antimiasmáticas
  - Luesinum, soro preparado a partir de cancro sifilítico
  - Psorinum, soro preparado a partir de vesícula de escabiose